# Goeie Buren
Goeie Buren is een klucht vertaald uit het Engels door René van Vooren. Het oorspronkelijke werk heet Run for your wife van Ray Cooney. In Nederland kwam deze klucht in 1986 voor het eerst in de theaters. In 1992 bracht John Lanting met zijn Theater van de Lach een eigen versie onder de titel Kink in de kabel, dat twee seizoenen liep en in 2007 werd heropgevoerd.

## Verhaal
Het verhaal gaat over taxichauffeur Leo de Wit (John Leddy) die een dubbelleven leidt. Omdat hij onregelmatige werktijden kent, krijgt hij het voor elkaar om zowel met zijn vrouw Marga (Diana Dobbelman) in Amsterdam-Oost als met zijn andere vrouw Tineke (Tanneke Hartzuiker) in Amsterdam-Noord te leven. Doordat hij bij een incident het ziekenhuis in wordt geslagen, geeft hij bij vergissing op verschillende momenten zijn beide adressen in Amsterdam op en dit is het begin van vele moeilijkheden. Met behulp van zijn bovenbuurman Koos Tuinman (Piet Bambergen) in Amsterdam-Oost probeert hij die moeilijkheden het hoofd te bieden.

## Rolverdeling
- Piet Bambergen - Koos Tuinman
- Diana Dobbelman - Marga
- Rudi Falkenhagen - Rechercheur Harmsen
- Tanneke Hartzuiker - Tineke
- John Leddy - Leo de Wit
- Paul van Soest - Rechercheur Bulthuis

## Versie van John Lanting
In 1992 kwam John Lanting opnieuw met een vertaalde versie van Run for your wife op de planken. In deze klucht, getiteld Kink in de kabel, speelden alle perikelen zich af in Rotterdam. De naam van de taxichauffeur werd vertaald naar Bertus Bosman en die van zijn bovenbuurman naar Martin Tuinder. Lanting nam zelf de rol van taxichauffeur op zich en was daarmee dus de leidende figuur in deze klucht, terwijl de bovenbuurman werd vertolkt door Niek Pancras. Twee acteurs uit de oorspronkelijke versie keerden terug: Paul van Soest nam de rol van de andere rechercheur (in Goeie Buren gespeeld door Rudi Falkenhagen) op zich, terwijl Diana Dobbelman de vrouw speelde die Tanneke Hartzuiker in de eerdere versie gespeeld had.
In 2007 was er een remake van Kink in de Kabel, maar dan met Paul van Soest in de hoofdrol als taxichauffeur Sjaak Bosman. De regie was van John Lanting.